# Wu Jintao
Wu Jintao (* 6. Januar 1975) ist ein ehemaliger chinesischer Skilangläufer.
Wu startete international erstmals bei den Olympischen Winterspielen 1992 in Albertville. Seine beste Platzierung dort war der 62. Platz über 50 km Freistil. Bei den Winter-Asienspielen 1996 in Harbin belegte er den 13. Platz über 10 km klassisch. Im folgenden Jahr holte er bei der Winter-Universiade in Muju die Bronzemedaille in der Doppelverfolgung und errang zudem den 14. Platz über 15 km klassisch und den fünften Platz über 30 km Freistil. Bei den Olympischen Winterspielen 1998 in Nagano lief er auf den 81. Platz über 10 km klassisch und auf den 68. Rang in der Verfolgung. Sein letztes internationales Rennen absolvierte er bei den Winter-Asienspielen 1999 in Gangwon. Dort wurde er Siebter über 30 km Freistil.